# Random Lunch
Random Lunch, Lunch Roulette oder auch Mystery Lunch ist eine Methode, die zufällig ausgewählte Personen aus einer bestimmten Gruppe zum Mittagessen zusammenbringt. Oft sind diese Gruppen Teile einer Organisation, eines Unternehmens oder Menschen, die aus einem anderen Zweck zusammengefunden haben. Die im Random Lunch vermittelten Treffen sollen dabei helfen, Menschen, die sich kaum oder wenig kennen, zu einem (informellen) Austausch anzuregen. Dieser Austausch wird als förderlich für das Erreichen des Zwecks angesehen. Es wird erwartet, dass Synergieeffekte entstehen und Innovationen vereinfacht werden.
In Unternehmen kann Random Lunch unter der Leitung der Personalabteilung angewendet werden. Dort fällt es in den Bereich des Employer Branding oder der Personalentwicklung.

## Mathematisches Problem
Mit dem Random Lunch möchte man eine Maximalzahl an unbekannten Personen zusammenbringen. Mit zunehmender Anzahl an Treffen wird es schwieriger, nur noch Gruppen aus Leuten zu finden, die sich noch nicht getroffen haben. Dies ist ein Spezialfall des maximally diverse grouping Problems. Dazu wird eine Distanzfunktion zwischen den einzelnen Elementen festgelegt – im Fall des Random Lunch die Zeit seit dem letzten Treffen – und versucht, die Gesamtsumme zu maximieren. Das Problem ist NP-vollständig und damit nicht effizient lösbar.